# Resident Evil 4
Resident Evil 4, kendt i Japan som Biohazard 4 (バイオハザード4 Baiohazādo Fō), er et survival horror-spil udviklet af Capcom Production Studio 4. Spillet var oprindeligt ment som en eksklusiv titel til Nintendo GameCube men har siden hen fået konverteringer til PlayStation 2, PC Nintendo Wii og Xbox 360.
Resident Evil 4 lader spilleren tage kontrol over Leon S. Kennedy, fra Resident Evil 2, en efterretnings officer for den amerikanske regering, der er blevet sendt til en uspecificeret del af Europa, hvor han leder efter Præsidentens datter Ashley Graham.

## Introduktion
I en unævnt del af spanien bliver Leon S Kennedy, nu en Secret Service agent for den amerikanske Regering, sendt af sted på en mission for at finde den ny indsatte præsidents datter, der blev kidnappet for en uge siden fra det universitet som hun gik på. Leon bliver sendt ind alene da den amerikanske regering agter at holde hele affæren hemmelig for befolkningen. Da han ankommer til Spanien bliver han mødt at det Spanske Polizia som skal assistere ham i hans undersøgelse.
Da Leon endelig dukker op til lokaliteten bliver han mødt af en fjendtligt indstillet lokal befolkning som ser ud til at bære på en skræmmende hemmelighed...